# Dipteronia dyeriana
Dipteronia dyeriana — вид квіткових рослин з родини сапіндових (Sapindaceae).

## Опис
Дерева ≈ 3.5 метра заввишки. Гілочки сірі чи зеленувато-сірі. Листки опадні, 30–40 см: ніжка ≈ 20 см; листочків зазвичай 11; кінцевий листочок в основі клиноподібний, з ніжкою 2–3 см, бічні листочки супротивні, зазвичай подовжені або рідше заокруглені біля основи, малорозсічені; пластинки листочків абаксіально світло-зелені, адаксіально темно-зелені, яйцевидно-ланцетні, 9–13 × 2.4–4 см, середня жилка густо жовтувато-зелено запушена з обох поверхонь, бокових жилок 13 або 14, злегка жовтувато-зелено запушені, край віддалено і грубо зазубрений, зубці гострі, верхівка загострена чи хвостато-загострена. Суцвіття верхівкові чи пазушні, прямовисні, запушені, 15–25 см. Квітки ≈ 2.5 см в діаметрі; чашолистків 5, жовто-зелені, яйцеподібні чи еліптичні, зовні запушені; пелюсток 5, чергуються з чашолистками, білі, широкояйцеподібні, ≈ 1 × 1.4 мм. Горішки зрощені біля основи й оточені округлим крилом, 5–6 см у діаметрі. Квітне у квітні — червні, плодить у вересні.

## Поширення
Вид є ендеміком південно-центрального Китаю: пд.-сх. Юньнань.
Населяє ліси; на висотах від 2000 до 2500 метрів.

## Використання
Вид використовується як декоративний. Його також можна використовувати для масла. Недавнє фітохімічне дослідження показує, що дерево може мати біологічно активні протипухлинні властивості.